# Controle do Xbox
O controle do Xbox é o controle primário do console Xbox lançado em 15 de novembro de 2001. A primeira geração é chamada de "the duke" e foi comercializada em todos os países exceto no Japão onde o console foi lançado com a versão S do controle, posteriormente em 2003 a Microsoft adotou o controle S em todos os consoles vendidos mundialmente.
O controle conta com duas alavancas analógicas, seis botões de face, botões Start e Back e duas entradas para acessórios, a primeira versão the duke foi duramente criticada por ser muito grande e pesada, foi logo substituído pela versão S.